# Shin Kong Life Tower
Der Shin Kong Life Tower (chinesisch 新光人壽保險摩天大樓) ist ein 51-stöckiger Wolkenkratzer in Taipeh, Taiwan. Er hat eine strukturelle Höhe von 244,8 Metern.
Das Gebäude wurde von den Architektenbüros Kaku Morin im postmodernen Stil entworfen. Es ist einer der frühesten Wolkenkratzer Taiwans. Der rosafarbene Turm mit einer Pyramide befindet sich im Zhongzheng in Taipeh und stammt aus dem Jahr 1993. In den ersten zwölf Stockwerken und zwei unterirdischen Stockwerken befindet sich ein Kaufhaus von Shin Kong Mitsukoshi. Die restlichen Stockwerke bieten Büroflächen und dienen als Hauptsitz der Shin Kong Life-Versicherungsgesellschaft. Das Gebäude befindet sich gegenüber der Zhongxiao Road vom Hauptbahnhof Taipeh.
Der Shin Kong Life Tower war Taiwans höchstes Gebäude, als er 1993 eröffnet wurde. 1997 wurde der Tuntex Sky Tower in der Stadt Kaohsiung Taiwans höchster. Neue Höhenrekorde wurden dann 2004 von Taipei 101 aufgestellt.